# Хомма, Тэйдзи
Тэйдзи Хомма (яп. 本間 悌次 Хомма Тэйдзи); 14 апреля 1911, Саката, Ямагата — неизвестно) — японский хоккеист, вратарь. Участник зимних Олимпийских игр 1936 года.

## Биография
Тэйдзи Хомма родился 14 апреля 1911 года в японском городе Саката.
Учился в Маньчжурском медицинском университете в китайском городе Мукден, оккупированном Японией (сейчас Шэньян). Играл в хоккей с шайбой за команду вуза.
В 1936 году вошёл в состав сборной Японии по хоккею с шайбой на зимних Олимпийских играх в Гармиш-Партенкирхене, поделившей 7-13-е места. Играл на позиции вратаря, провёл 2 матча, пропустил 5 шайб (три — от сборной Великобритании, две — от Швеции).
Матчи на Олимпиаде были единственными в карьере Хоммы в составе национальной сборной.
Хомма известен в истории хоккея с шайбой тем, что был одним из первых вратарей, использовавших защиту для лица. Из-за слабого зрения Хомма во время матчей был вынужден носить очки, а линзы ещё не были изобретены. В связи с этим, существовала опасность того, что очки разобьёт шайба, и осколки повредят глаза. Для защиты очков Хомма прикреплял к шлему не прилегающую к лицу проволочную маску, похожую на ту, что носят кетчеры в бейсболе. В такой маске японский голкипер провёл оба матча олимпийского турнира. Фотографии Хоммы в необычной защитной экипировке, возможно, были одними из самых публикуемых снимков довоенного хоккея с шайбой.
Дата смерти неизвестна.